# Gym for Life Challenge
Als Gym for Life Challenge wird ein vom Weltgymnastikverband (FIG) organisiertes Turnfest bezeichnet, das alle vier Jahre stattfindet. Im Gegensatz zur Gymnaestrada, bei der die turnerischen Vorführungen nicht aneinander gemessen werden, werden bei der Gym for Life Sieger ermittelt.
Die nächste Gym for Life Challenge war vom 14. bis 17. Juli 2021 in Lissabon in Portugal geplant, wurde aber gemäß Meldung des DTB vom 10. Februar 2021 pandemiebedingt abgesagt.

## Austragungsorte
|      | Austragungsjahr | Austragungsort | Land       | Teilnehmer | Teams |
| ---- | --------------- | -------------- | ---------- | ---------- | ----- |
| I.   | 2009            | Dornbirn       | Österreich | 1.541      |       |
| II.  | 2013            | Kapstadt       | Südafrika  | 1.500      | 70    |
| III. | 2017            | Vestfold       | Norwegen   | 2.000      | 88    |
| IV   | 2021            | Lissabon       | Portugal   |            |       |

## Gewinner
Jede teilnehmende Gruppe wird mit Gold, Silber und Bronze belohnt. Somit gibt es bei der Gym for Life Challenge keine Verlierer. Alle Goldmedaillengewinner kämpften zum Abschluss ereignisreicher Tage in der Final-Gala um den offiziellen WM-Titel, der für die nächsten vier Jahre vergeben wird.
Die bisherigen Weltmeistertitel gingen an folgende Vereine:
|      | Siegergruppe              | Heimatort | Heimatland   |
| ---- | ------------------------- | --------- | ------------ |
| I.   | GC Piruett                | Tallinn   | Estland      |
| II.  | Zurcaroh                  | Götzis    | Österreich   |
| III. | Olympiada Thrakomakedonon | Athen     | Griechenland |

### Erfolgreichste Nationen nach Siegen
| Siege | Land         |
| ----- | ------------ |
| 1     | Österreich   |
| 1     | Estland      |
| 1     | Griechenland |

## Bewertung
Die Gruppen werden nach folgenden Kriterien bewertet:
- Allgemeiner Eindruck
- Unterhaltungswert
- Innovation, Originalität und Vielseitigkeit
- Technik (Qualität und Geschicklichkeit)

Jede Gruppe erhält von einem Expertenteam (2-4 Personen) ein Feedback und wird mit Gold, Silber oder Bronze bewertet.
Die Teilnehmer treten in vier Kategorien an:
- Gymnastik und Tanz – 20 oder weniger Teilnehmer
- Gymnastik und Tanz – 21 oder mehr Teilnehmer
- Vorführung mit Geräten – 20 oder weniger Teilnehmer
- Vorführung mit Geräten – 21 oder mehr Teilnehmer

## Sonstiges
Neben dem Wettbewerb können die Gruppen auch an Workshops teilnehmen. Des Weiteren finden auch Stadtvorführungen auf verschiedenen öffentlichen Plätzen statt um den Einheimischen und den Touristen einen Einblick zu gewähren.